# Sulfoaildénafil
Le sulfoaildénafil ou thioaildénafil est un composé organique synthétique qui est un analogue structurel du sildénafil (Viagra). Il a été découvert en 2005 mais n'est, en 2014, approuvé par aucune agence médicale de régulation. Comme le sildénafil ou le vardénafil, le sulfoaildénafil est un inhibiteur de la phosphodiestérase de type 5 (PDE5).
Le sulfoaildénafil a été utilisé pour falsifier toute une gamme de suppléments, vendus comme naturels ou à base de plantes, pour améliorer ses performances sexuelles,,,.